# Площадь Шарля Азнавура
Площадь Шарля Азнавура (арм. Շառլ Ազնավուրի հրապարակ) — площадь в центре Еревана. Расположена перед кинотеатром «Москва» и гостиницей «Ереван», пересекается улицей Абовяна. С 2001 года носит имя французского шансонье армянского происхождения Шарля Азнавура. На площади расположен фонтан, большое количество городской скульптуры и «Аллея кинозвёзд».

## История
Площадь была запроектирована генеральным планом А. Таманяна в 1924 году. Архитектурный ансамбль площади был сформирован в 1927—1958 годах, когда были построены гостиница «Ереван», театр Станиславского, кинотеатр «Москва» и здание Союза художников.
В 1983 году в центре площади был установлен фонтан «Знаки зодиака» работы архитектора Арсена Меликяна, скульпторов Арарата Овсепяна и Владимира Атаняна.
19 сентября 2001 года, незадолго до приезда Шарля Азнавура в Ереван по случаю празднования десятилетия независимости Республики Армения и 1700-летия принятия Арменией христианства, мэрия Еревана приняла решение присвоить площади имя Шарля Азнавура.
12 июля 2010 года на площади перед кинотеатром «Москва» была открыта «Аллея кинозвёзд» — по аналогии с голливудской «Аллеей славы». Первые четыре звезды на аллее были посвящены всемирно известным деятелям кино армянского происхождения: основоположнику армянского кино Амо Бекназаряну, кинорежиссёрам Рубену Мамуляну, Сергею Параджанову и Анри Вернёю. 8 июля 2013 года в присутствии Шарля Азнавура на аллее была открыта его именная звезда.
20 сентября 2012 года на площади Шарля Азнавура были открыты памятники Фрунзику Мкртчяну и Егише Чаренцу. Памятники были изготовлены из глины покрытой бронзой скульптором Суреном Мелконяном. Фрунзик Мкртчян и Егише Чаренц были изображены в человеческий рост, сидящими на скамейках, чтобы можно было сесть рядом и сфотографироваться. 27 сентября, через несколько дней после открытия, памятник Фрунзику Мкртчяну серьёзно повредили вандалы, после чего он был убран с площади на реставрацию. Памятники Мкртчяну, Чаренцу, как и другие схожие ереванские работы скульптора Сурена Мелконяна, подвергались критике со стороны профессионального сообщества за их низкий уровень исполнения. Позднее памятник Чаренцу тоже убрали с площади.
В 2013 году площадь Шарля Азнавура была отремонтирована, проведена замена тротуарных плит.
В 2025 году был открыт памятник Шарлю Азнавуру. На открытии памятника присутствовали мэр Еревана Тигран Авинян, сын легендарного шансонье Николя Азнавур и сотни горожан. Автор скульптуры – Давид Минасян, победитель открытого конкурса, организованного мэрией Еревана.

## Галерея

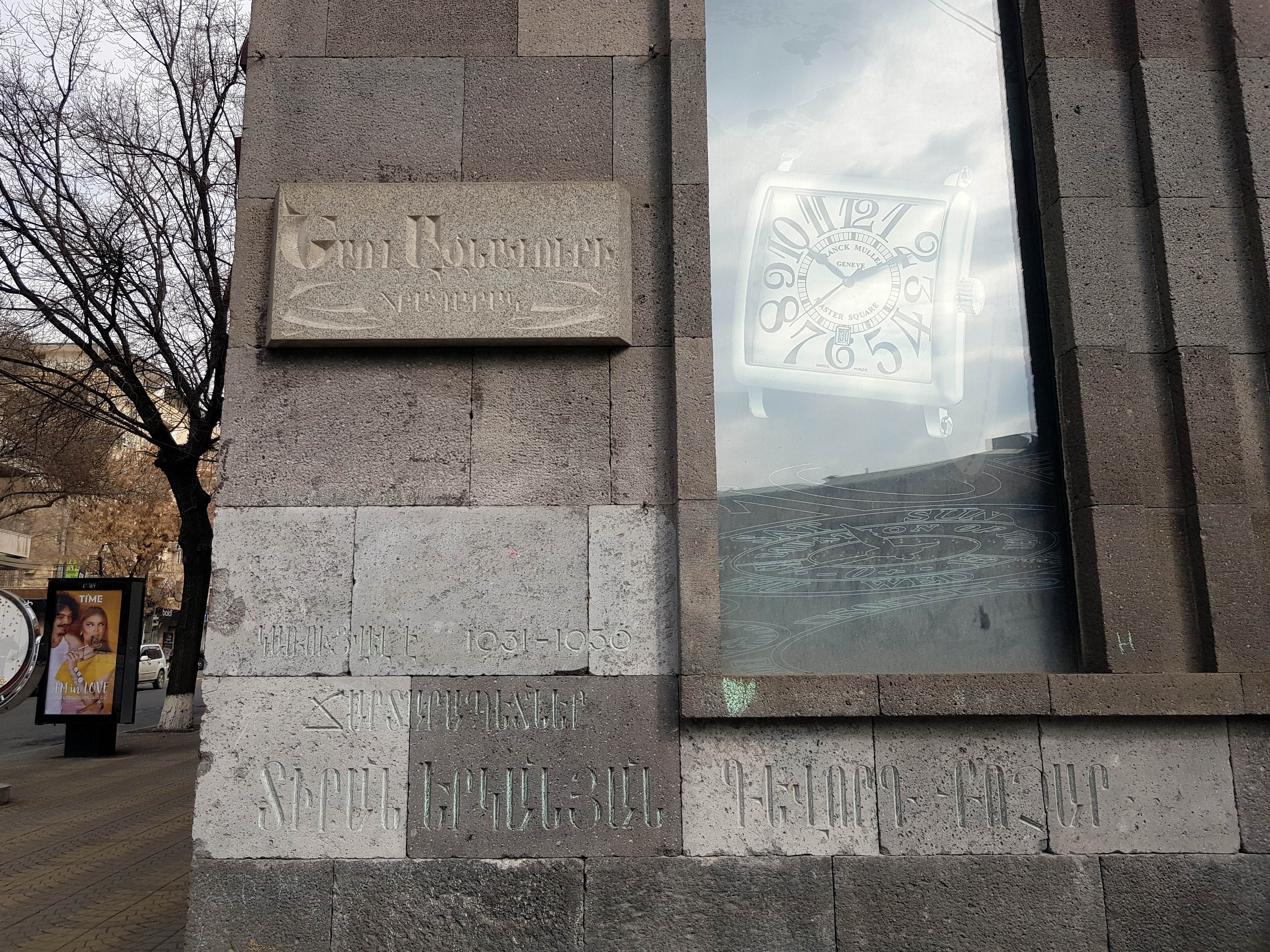
Доска с наименованием площади
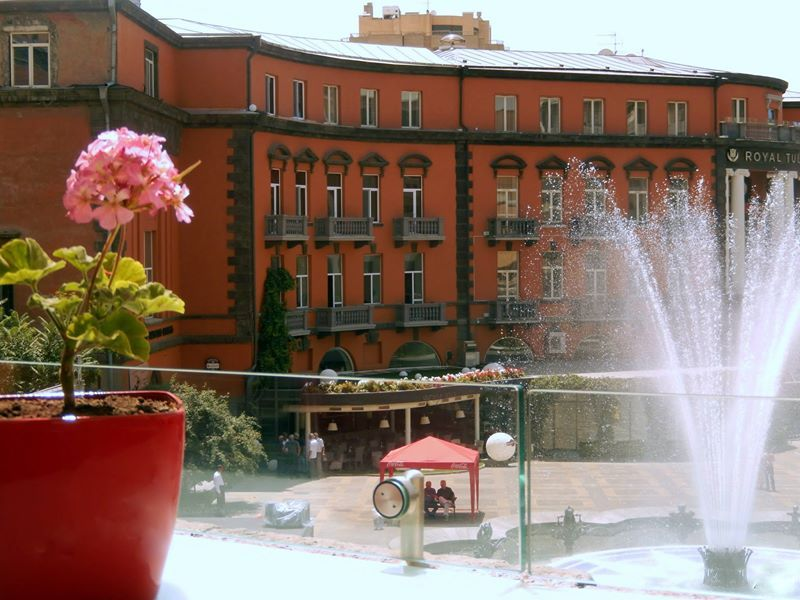
Здание Союза художников Армении
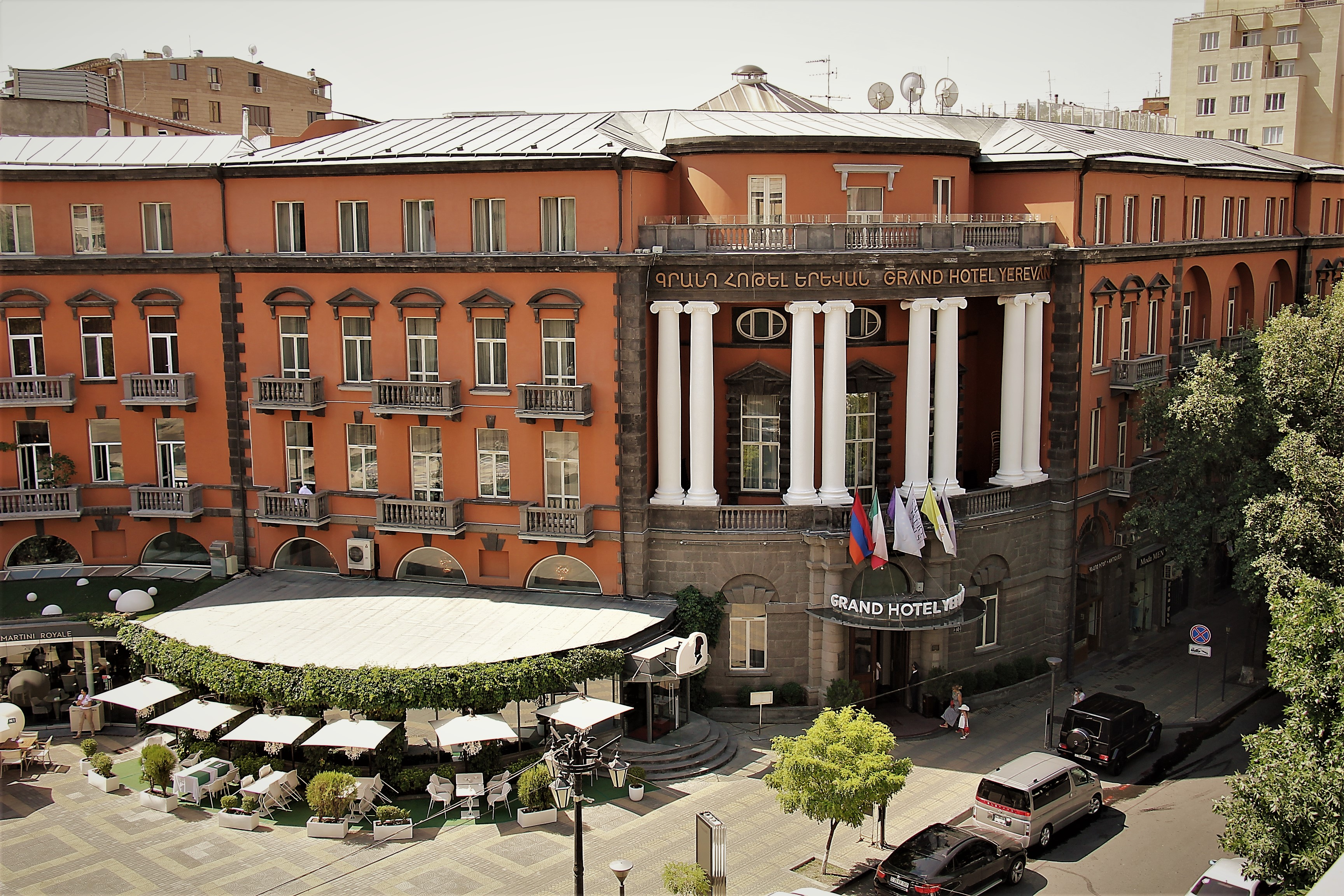
Гостиница «Ереван»
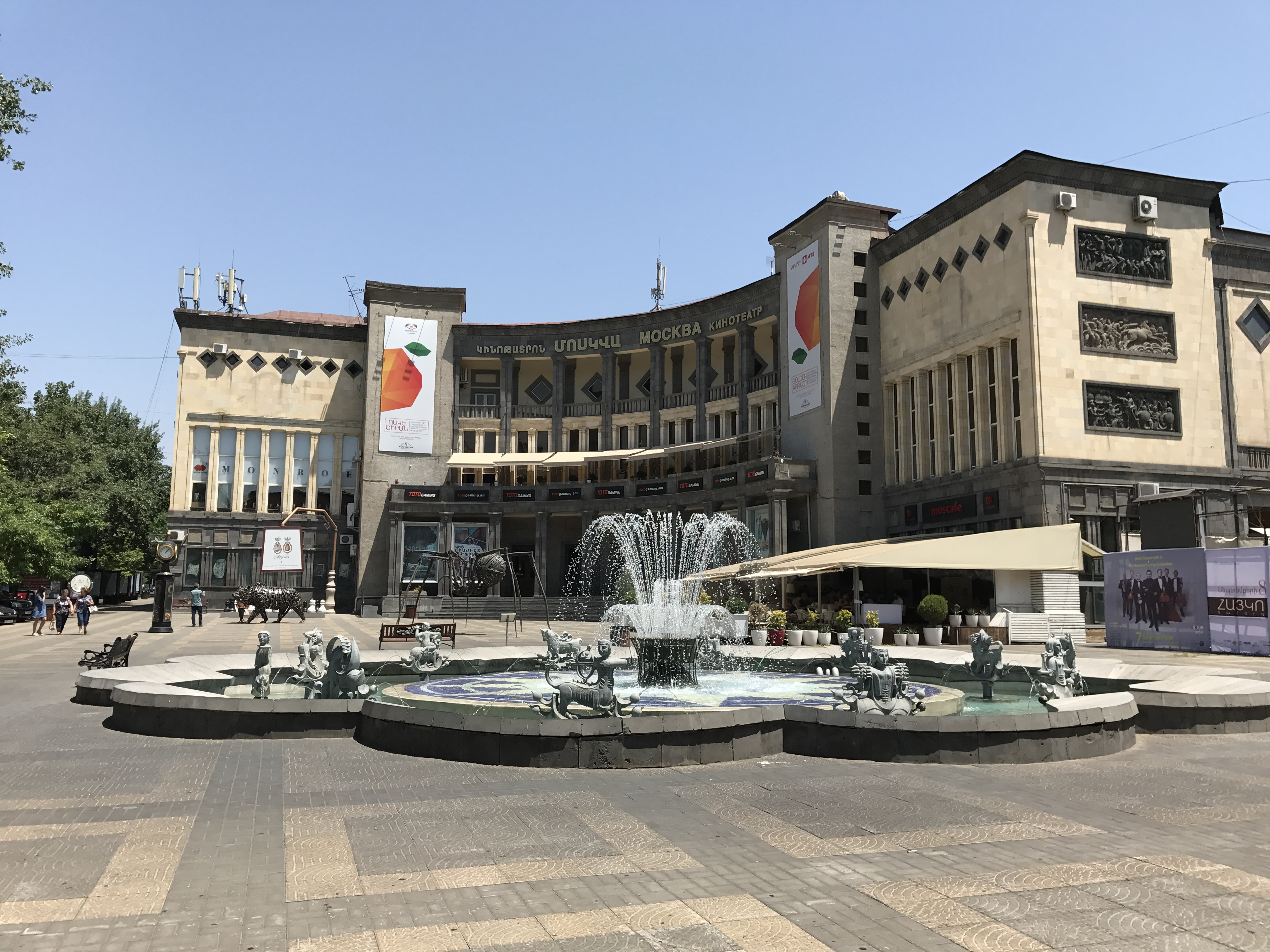
Фонтан «Знаки зодиака»
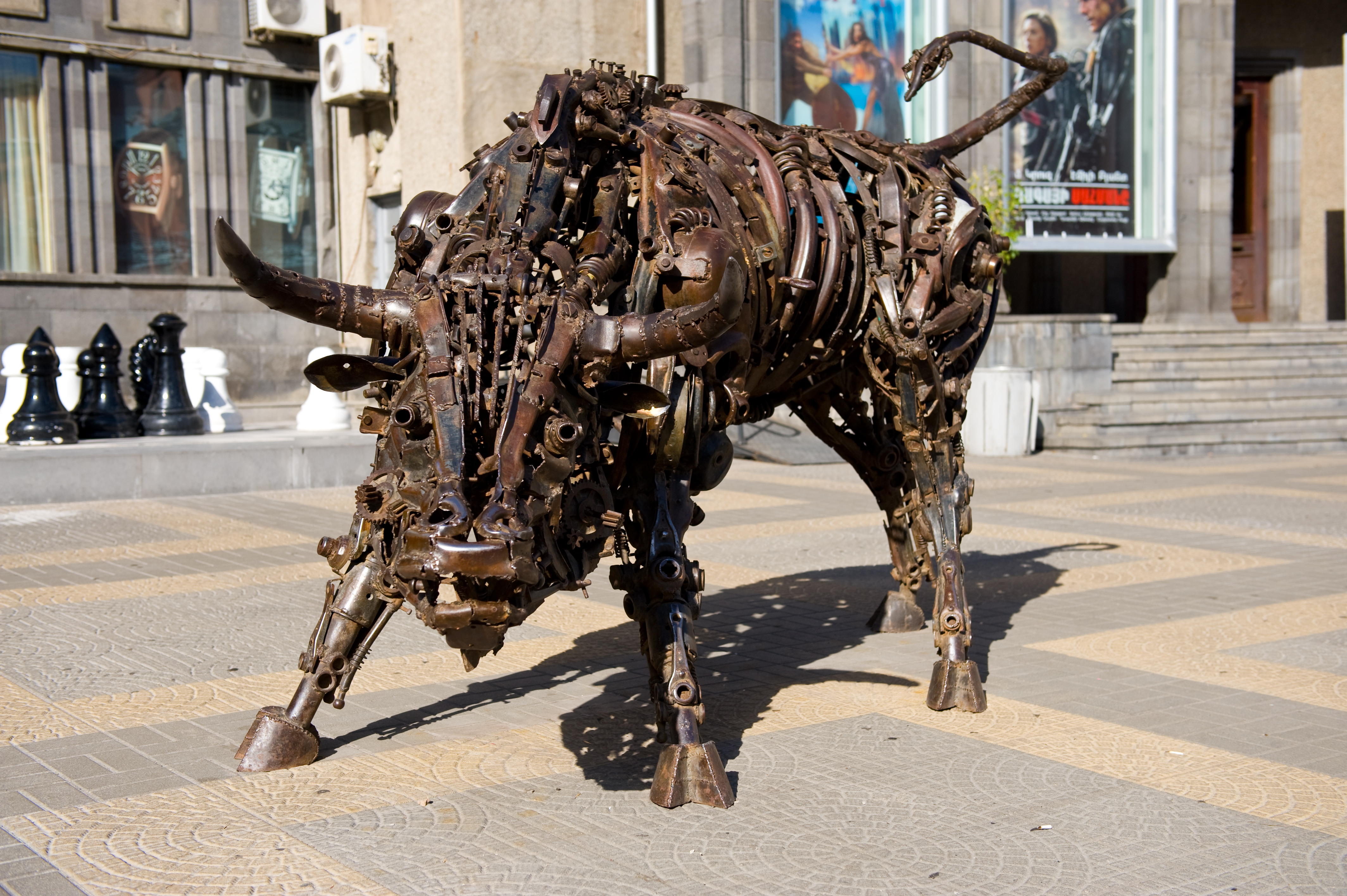
Статуя быка
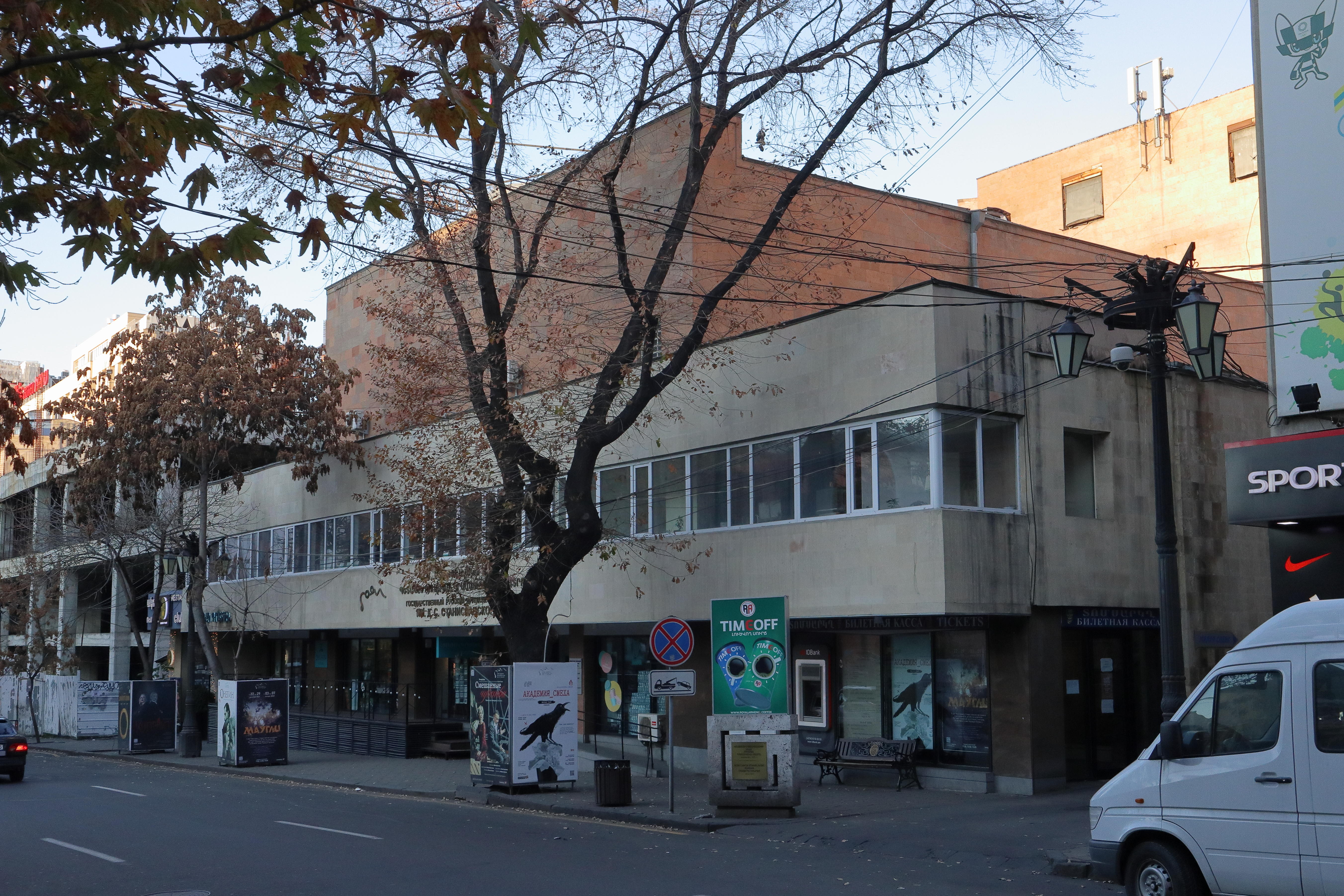
Ереванский русский драматический театр имени Константина Станиславского
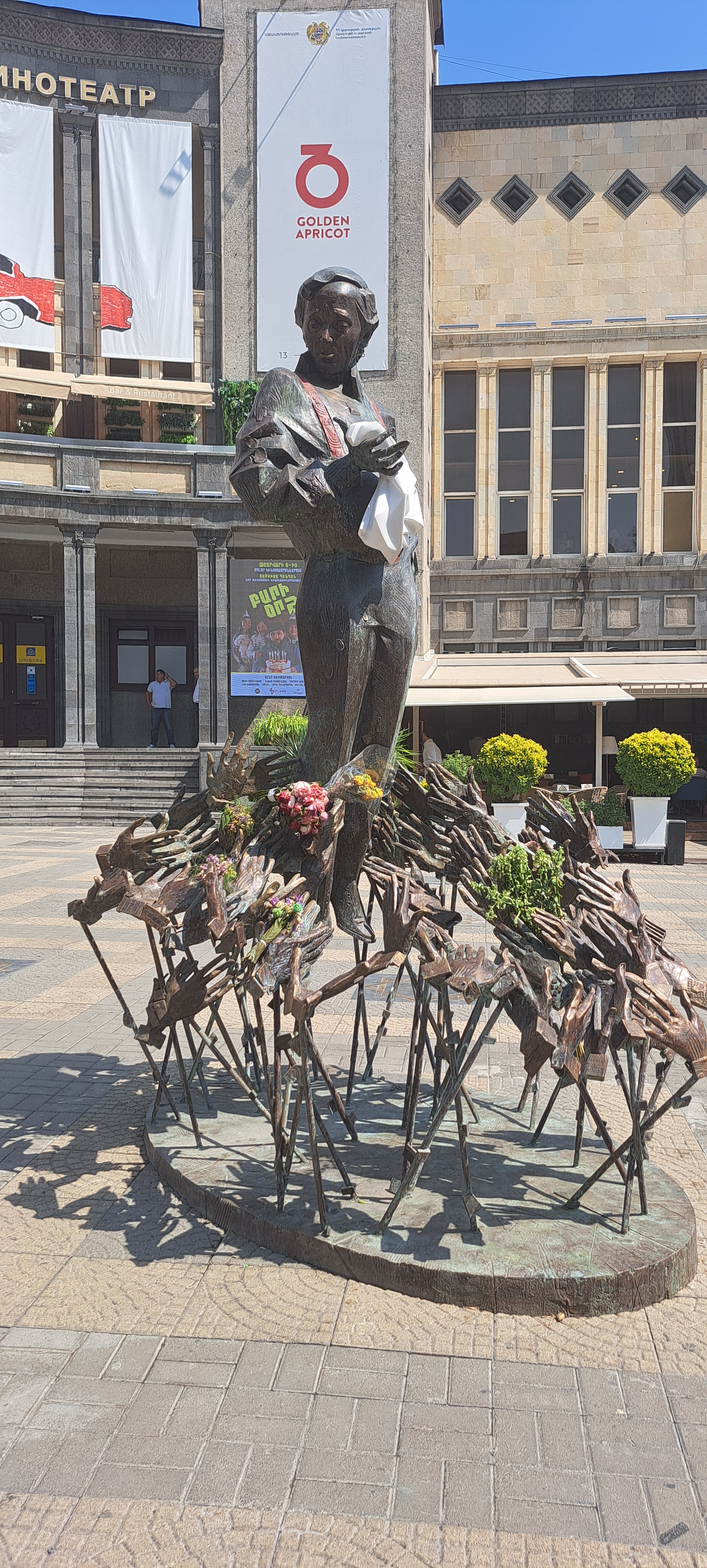
Памятник Шарлю Азнавуру